# Christian Rösner

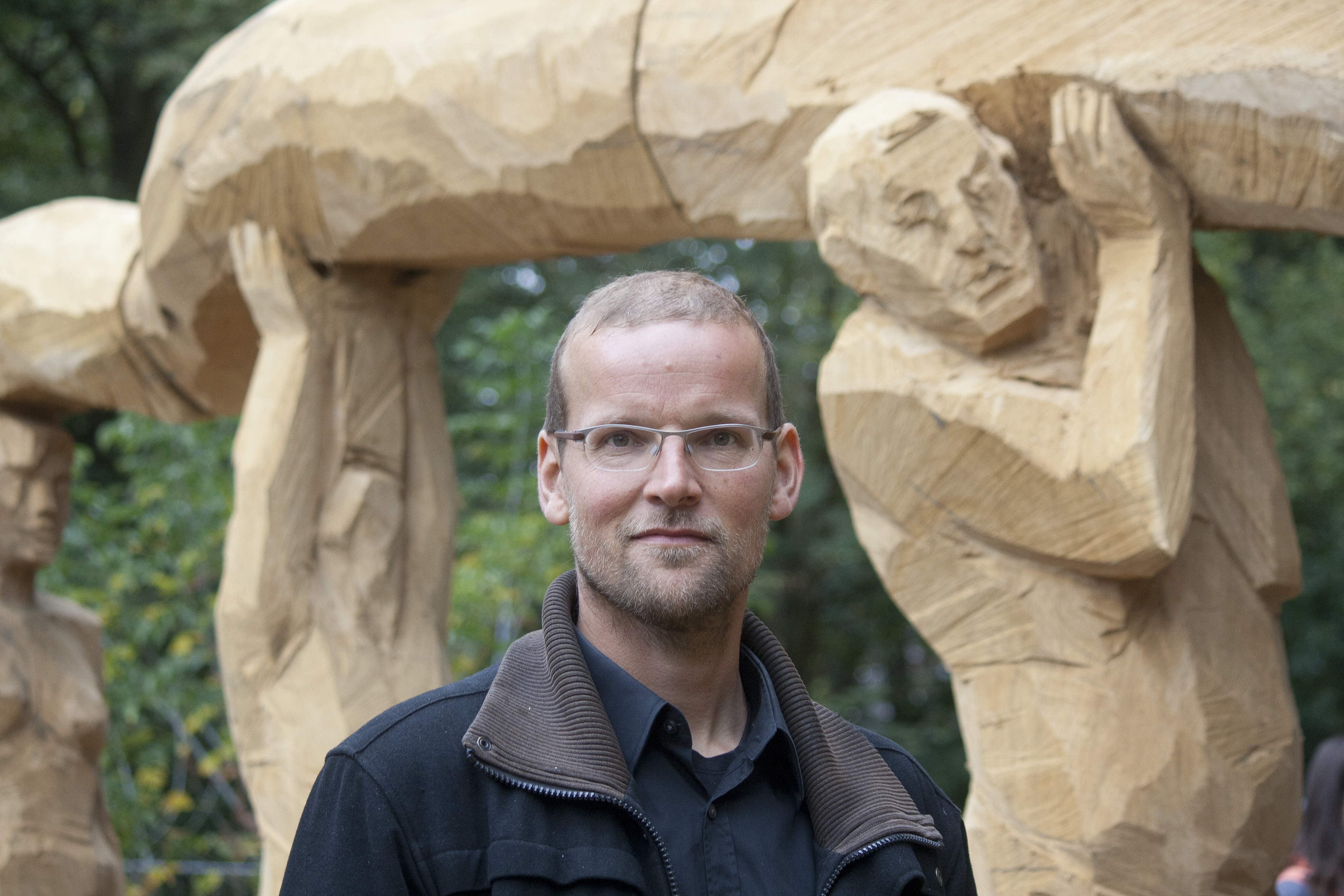
Christian Rösner im Oktober 2011

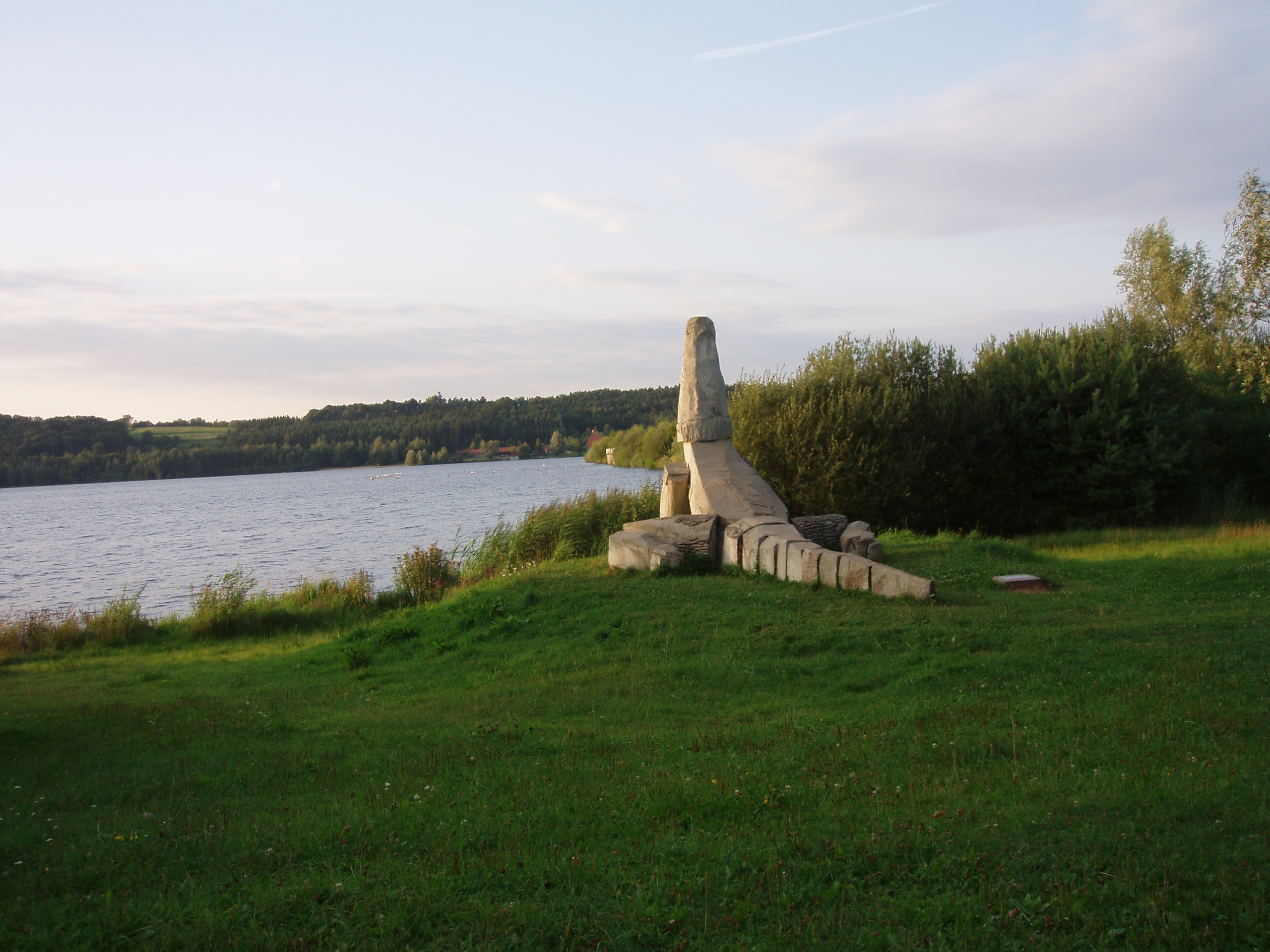
Echsengestalt am Kleinen Brombachsee

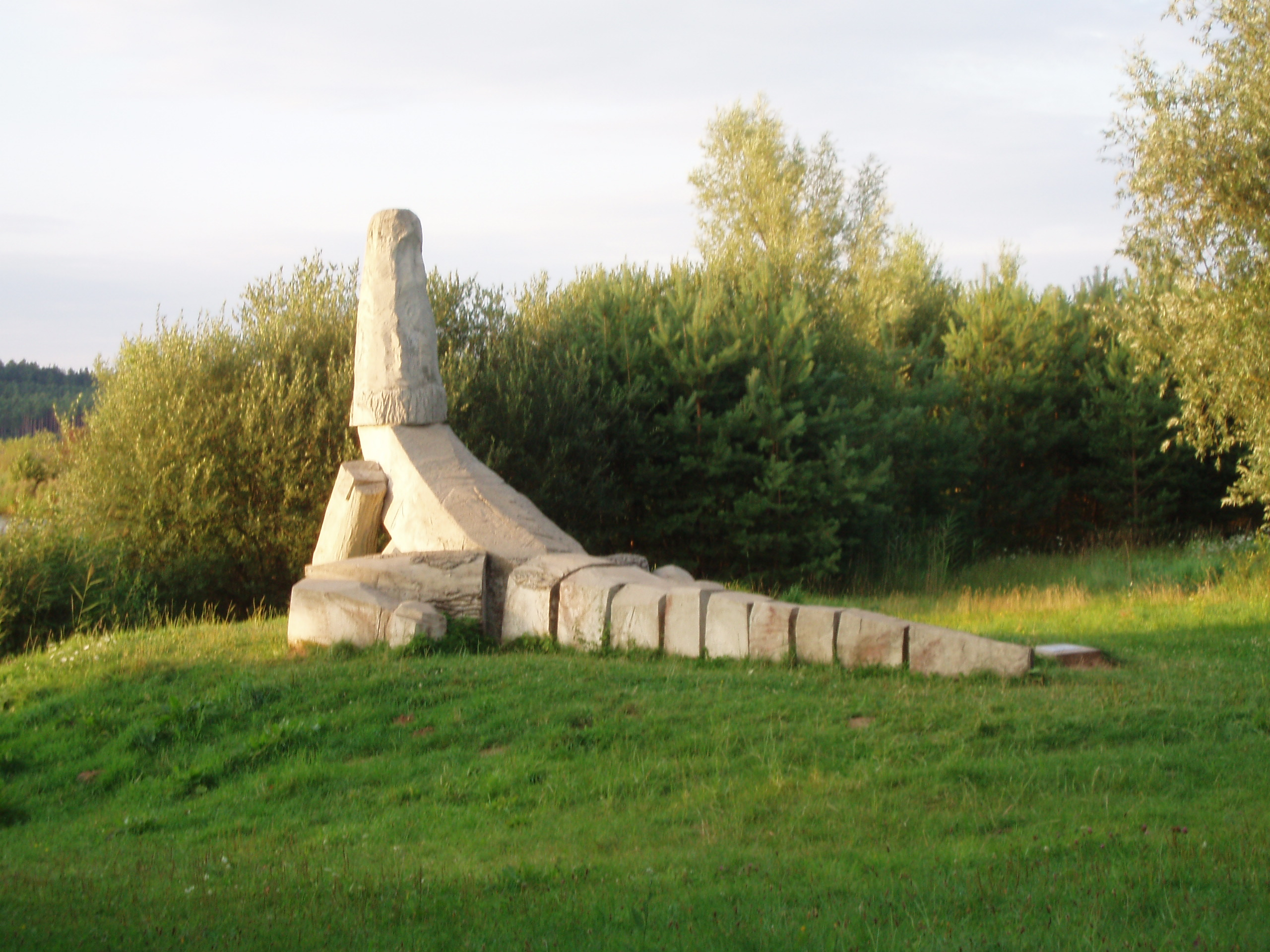
Gezoomt

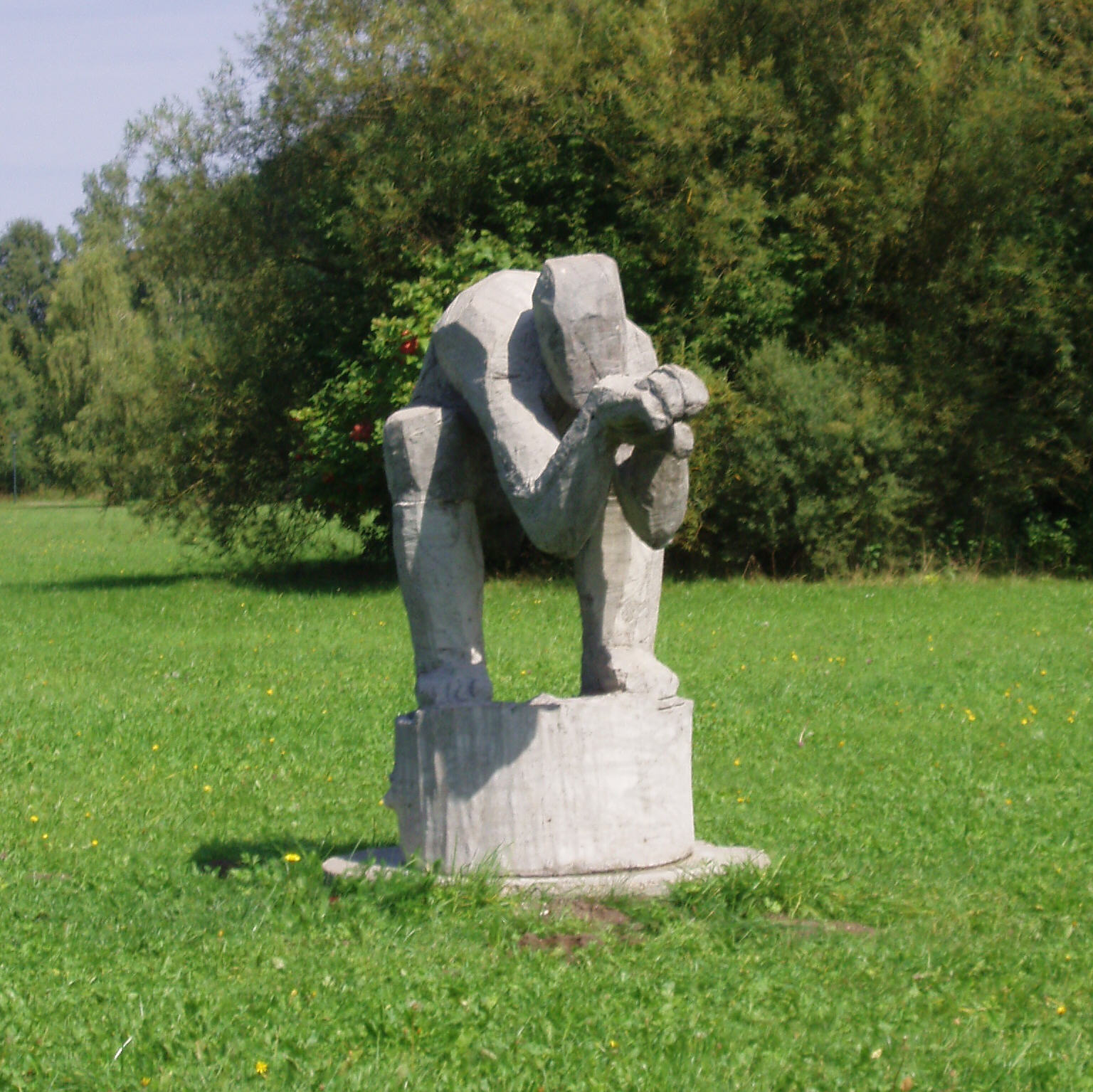
Lauernder

Christian Rösner (* 20. August 1969 in Bamberg) ist ein deutscher Bildhauer, der sich auf Tier- und Menschengestalten spezialisiert hat.

## Leben
Rösner wuchs in München auf und studierte ab 1991 an der Akademie der Bildenden Künste Nürnberg bei Professor Christian Höpfner. Während des Studiums gewann er den Klassenpreis der Akademie der Bildenden Künste und nahm an Bildhauersymposien in Lenora und in Rostock teil. 1997 gewann er den ersten Preis beim Wettbewerb um die Platzgestaltung des Saumarkts in Gunzenhausen; seine Pläne wurden umgesetzt. Im gleichen Jahr wurde er Meisterschüler. 1998  errang er einen weiteren Sieg in einem Wettbewerb um die Gestaltung einer neuen Türklinke und des alten Hauptportals der Kirche St. Clara in Nürnberg. Auch hier wurden seine Pläne in die Realität umgesetzt. 1998 gewann Rösner, der nun als freischaffender Bildhauer lebte, den Gestaltungswettbewerb Kunst am Brombachsee und seit dem Jahr 2000 ist seine Echsengestalt, ein Betonguss nach Holzvorlage, am südlichen Ufer des Kleinen Brombachsees zu sehen. 1998 nahm er außerdem am Bildhauersymposion in Georgensgmünd teil. Ein Jahr später gewann er den Debütantenpreis der Bayerischen Staatsregierung Showsägen bei der Aktion Wald Holz Umwelt in Nürnberg. Im Jahr 2000 wurden in seinem Atelier Aufnahmen für die Serie Atelierbesuche des Bayerischen Fernsehens gemacht; die Sendung war am 6. Januar 2001 zu sehen. Rösner war Teilnehmer des Bildhauersymposions Holz in Kronach im Jahr 2000 und gewann im gleichen Jahr den ersten Kunstpreis der Nürnberger Nachrichten.

## Arbeiten im öffentlichen Raum
Im Kurpark von Treuchtlingen stehen die Figuren Lauernder (Betonguss nach Holz, aufgestellt 1997) und Wenn ich ein Vöglein wär (Pappel, gesägt, aufgestellt 1999). Auf dem Saumarkt in Gunzenhausen ist der Schweinereiter (Bronze nach Ton, aufgestellt 1997) zu sehen. Die Echse (Betonguss nach Holz, gesägt, aufgestellt 1999/2000) befindet sich am Südufer des Kleinen Brombachsees nahe dem Damm zwischen Kleinem und Großem Brombachsee.
2008 wurde der von Rösner gestaltete Raum der Stille auf dem Flughafen Nürnberg eingeweiht. Seit 2009 steht seine Holzplastik Steller und Seekuh auf einem Platz in der Geburtsstadt des Forschers. Bad Windsheim. 2011 wurde in Rodgau im Oktober eine Figurengruppe aus Eichenholz fertiggestellt; die Figuren stellen die fünf Stadtteile dar, welche gemeinsam eine hölzerne Schlange, symbolisch für die verbindende Rodau, tragen.

## Auszeichnungen und Preise
- 1999: Debütantenpreis der Bayerischen Staatsregierung vom BBK

## Einzelausstellungen (Auswahl)
- 2001 Galerie 2Bananas, Nürnberg
- 2002 Galerie Tammen & Busch, Berlin
- 2003 Galerie Artis, Darmstadt
- 2004 Galerie Sculptur, Bamberg

## Ausstellungsbeteiligung
- 2004 Doppelausstellung mit Beate Denga in der Galerie Bürgerhaus in Schwabach
- 2004 Himmel und Hölle. Dantes Göttliche Komödie in der modernen Kunst, Stadtmuseum Erlangen
- 2004 Der Kreis, Kunsthaus Nürnberg
- 2004 Klassentreffen, Akademie der Bildenden Künste Nürnberg
- 2020 Kunst Galerie Fürth – Armes Häschen, bist du krank